# Hans Lipperhey

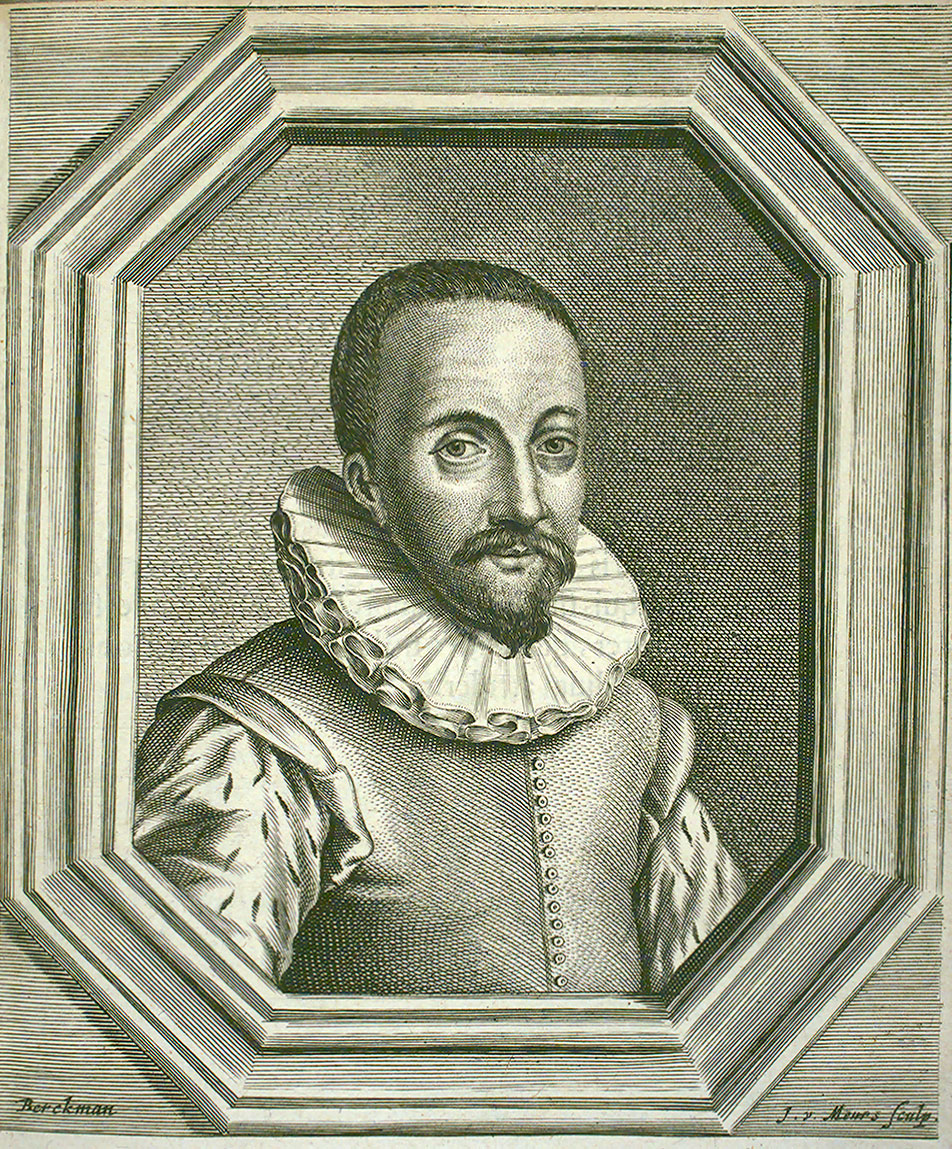
Porträt von Hans Lipperhey aus De vero telescopii inventore (1655)

Hans Lipperhey (auch: Jan Lipperhey, Hans Lippershey, Johannes Lipperhey, nach ADB: Hans Lippersheim, Hans Laprey; * um 1570 in Wesel; † September 1619 in Middelburg) war ein deutsch-niederländischer Brillenmacher und der Erfinder des niederländischen Fernrohres (auch Galilei-Fernrohr genannt), und damit des ersten Fernrohrs.

## Leben
Lipperhey wanderte 1594 nach Middelburg in der heutigen Provinz Zeeland aus und ließ sich dort als Brillenmacher nieder. Auf Initiative von Moritz von Nassau führte Lipperhey am 10. September 1608 in Den Haag erstmals das von ihm erfundene Fernrohr vor. Am 2. Oktober 1608 bot er dem Rat von Zeeland ein Instrument zum Sehen in die Ferne an und erhielt den Auftrag, dieses Instrument anzufertigen. Bereits im Jahr darauf wurden in Paris die so genannten „Teleskope“ Lipperheys verkauft. Auch nach Deutschland, z. B. Augsburg, und nach Italien gelangten erste Fernrohre im Jahr 1609. Im gleichen Jahr gelang Galileo Galilei mit einem Lipperhey-Nachbau ein astronomischer Durchbruch.
Lipperhey erhielt das beantragte Patent für sein Fernrohr allerdings nicht. Der Grund dafür bestand darin, dass er im Oktober 1608 nicht (mehr) der einzige war, der sich auf die Kunst verstand, Fernrohre zu bauen. Neben Hans Lipperhey erhoben Jacob Metius aus Alkmaar, sowie Zacharias Janssen den Anspruch, das Fernrohr erfunden zu haben.
Der Streit um die Priorität hinsichtlich der Erfindung des Fernrohrs wurde erstmals 1655 in einem Buch dargestellt. Dieses trägt den Titel De vero telescopii inventore („Über den wahren Erfinder des Teleskopes“) und wurde von Pierre Borel verfasst. In diesem Buch findet sich auch eine Abbildung Lipperheys.
Der Mondkrater Lippershey, der Asteroid (31338) Lipperhey und der Exoplanet Lipperhey sind nach ihm benannt.